# Пениш

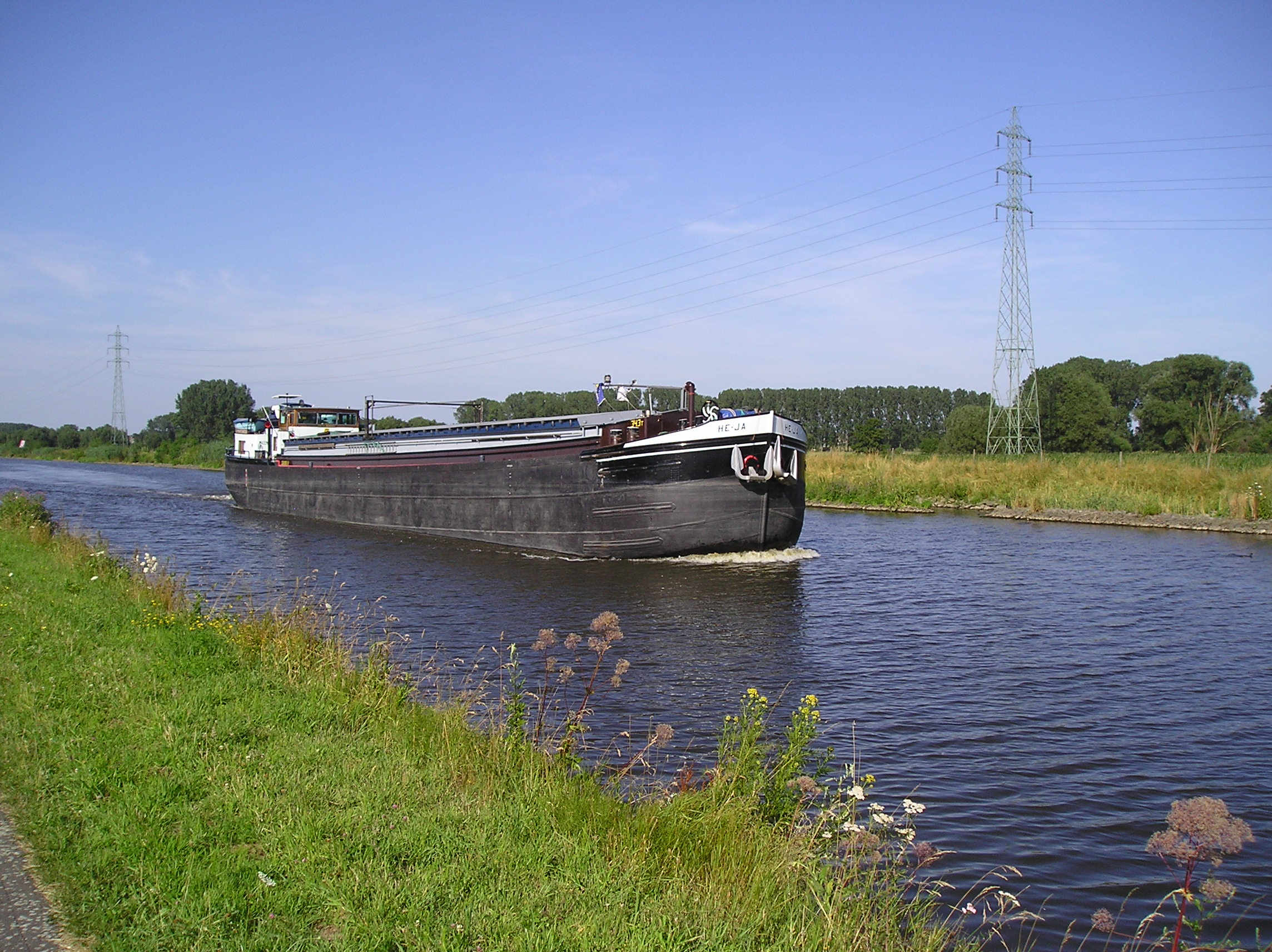
Пениш на Дандре между Дендермонде и Алстом (Бельгия)

Пени́ш или спитс (фр. péniche, нидерл. spits) — распространённый прежде всего в Бельгии, Нидерландах и Франции тип грузового речного судна.
Основной отличительной чертой пениша являются его размеры. Максимальная длина пениша — 38,5 м, ширина — 5 м, осадка — 2,2 м, высота над уровнем воды — 3,5 м. Грузоподъёмность пениша составляет от трёхсот до четырёхсот тонн. Максимальные размеры пениша связаны с так называемым «габаритом Фрейсине» — стандартными размерами шлюзов на водных путях Франции, введённых в 1879 году указом министра Шарля де Фрейсине. От других судов подобных размеров (например, речных клиперов, люксемоторов и т. п.) пениши отличались формой корпуса. При строительстве пенишей основное внимание уделялось вместимости судна, а не скорости (и, следовательно, обтекаемости), поэтому форма корпуса пенишей стремилась к параллелепипеду.

## История
Первые пениши были деревянными. Существовало много вариантов деревянных пенишей, называвшихся по-разному. В конце XIX века самым распространённым во Фландрии типом деревянного пениша был «Хоутен ваал» (Houten Waal, в буквальном переводе — «деревянный валлон»). Другими типами деревянных пенишей были доорникенаар или доорникер (Doornikenaar, doorniker), бэйландер (bijlander) и др. Доорникер отличался завалом бортов внутрь на носу и корме, что предавало ему небольшое сходство с тьялком.
Ещё более прямоугольную форму имел так называемый «бак». Эти пениши не имели закруглённых бортов, их форштевень и ахтерштевень были практически прямыми.
Бэйландеры использовались в основном в Западной Фландрии. В портах Дамме, Остенде и Дюнкерка бэйландеры принимали грузы с борта морских судов, и перевозили грузы по рекам и каналам вглубь материка. От ваалов бэйландеры отличались меньшими размерами и формой форштевня: если у ваалов форштевень стоял практически перпендикулярно к поверхности воды, то у бэйландеров форштевень был немного наклонён вперёд.
Из-за необтекаемой, ящикоподобной формы корпуса пениши были плохо приспособлены для хождения под парусом (парус поднимали только при попутном ветре). Поэтому пениши обычно тянули шедшие бечевой вдоль берега тягловые животные или бурлаки. Капитаны многих пенишей имели собственных тягловых лошадей, которые перевозились на самом судне.
После перехода от деревянного судостроения к судостроению из железа в семидесятых-восьмидесятых годах XIX века пениши стали несколько менее «прямоугольными», что отражается в нидерландском названии железных пенишей — спитс (spits по-нидерландски значит «острый»).
Судя по книге Annales des Travaux Publics de Belgique (автор — инженер A. Dehem, книга издана в 1901 году), пениши того времени имели прямой (стоящий перпендикулярно к воде) ахтерштевень и немного наклонённый форштевень. Примечательной особенностью пенишей был очень большой навесной руль.
Другой автор рубежа XIX—XX веков, E. van Konijnenberg, приводит сведения о размерах пенишей тех времён. По его данным, большинство таких судов имело длину 20–30 метров и ширину от трёх с половиной до пяти метров. Осадка пустого судна составляла около 0,35 м, загруженного — 1,8 м. Грузоподъёмность варьировалась от ста до двухсот тонн.
Самые новые пениши того времени отличались от своих предшественников большими размерами. Они, как правило, имели длину в 32 метра, ширину в 4,9 м и осадку 2,15 м. Грузоподъёмность составляла 250 тонн.
В начале XX века пениши достигли своих максимальных размеров (ограниченных габаритом шлюзов). Существовали пениши длиной более 38 метров. Такие суда нельзя назвать полноправными пенишами, так как само определение пениша базируется в первую очередь на максимальных размерах, однако по форме корпуса и другим конструкционным признакам эти суда практически не отличались от полноценных собратьев.
Самым распространённым типом больших пенишей был пениш Самбры. Как следует из названия, эти суда строились для использования на Самбре. Их максимальная длина составляла 47 м, ширина — 5,2 м, осадка — 2,4 м. Грузоподъёмность этих судов достигала 440 тонн. Если не принимать во внимание размеры, то пениши Самбры ничем не отличались от обычных пенишей.
В двадцатых-тридцатых годах конструкция пенишей изменилась, и они получили тот вид, который, в основных чертах, суда этого типа сохраняют до сих пор. В это время пениши начали оснащаться дизельными моторами. Одновременно с моторизацией суда оснащались надстройкой с рулевой рубкой и жилым помещением (более старые пениши надстройки не имели, жилые помещения для капитана судна и его семьи, постоянно живущей на судне, размещались на корме под палубой). В ходе моторизации большой навесной деревянный руль, приводившийся в движение румпелем, заменялся на металлический руль меньших размеров. Такой руль приводился в движение механически, как правило посредством цепи.
В сороковых-пятидесятых годах на речном флоте начался процесс укрупнения флота. Небольшие суда (например, тьялки) к концу пятидесятых годов стали нерентабельными и были практически полностью выведены из коммерческой эксплуатации. С тех пор пениши остаются самыми небольшими коммерчески эксплуатируемыми судами.

## Современные пениши

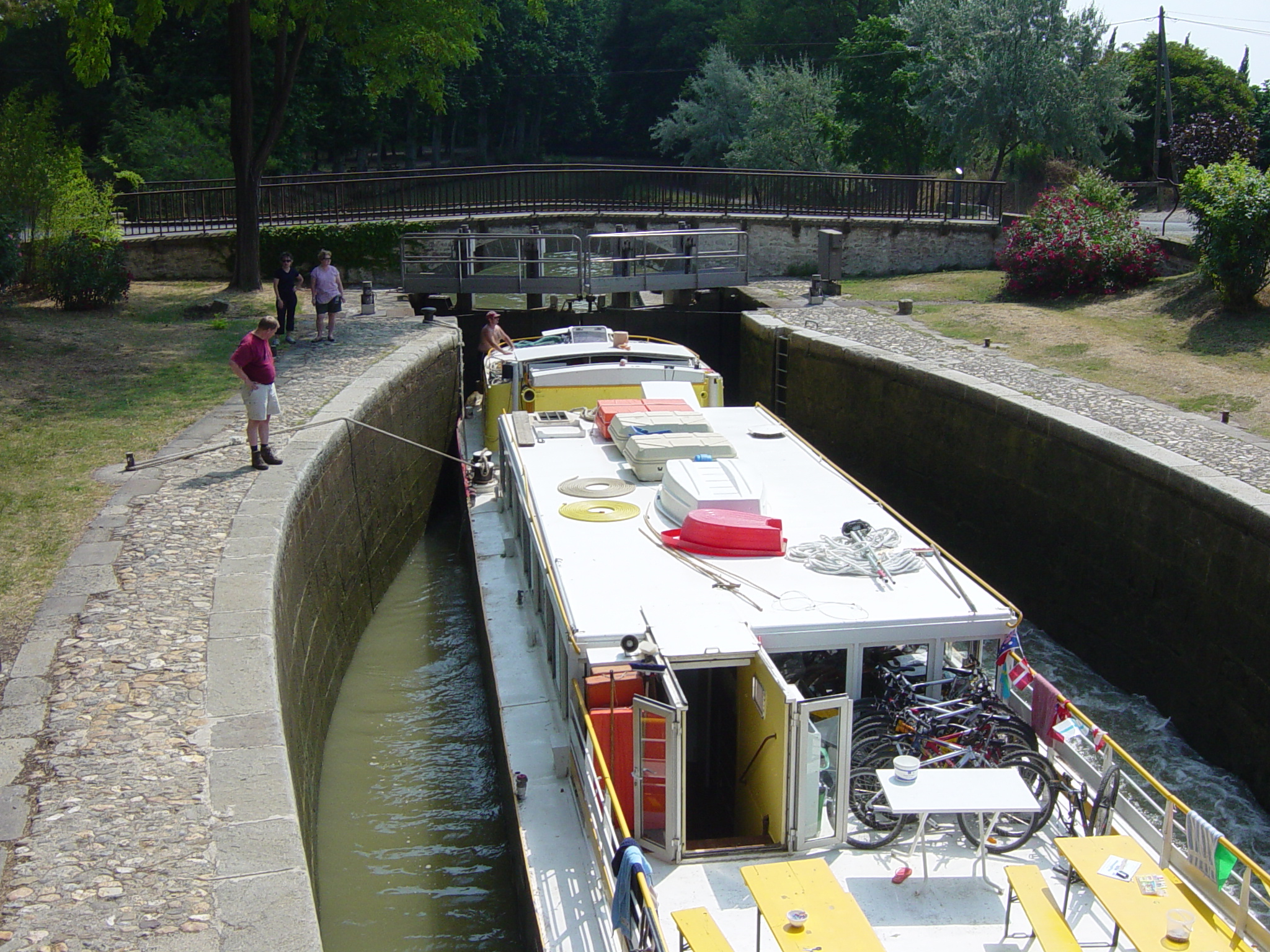
Пениш, переоборудованный под пассажирское судно

В начале XXI века на водных путях Европы работает примерно полторы тысячи пенишей. Примерно половина из них ходит под французским флагом.
Некоторые старые пениши теперь переоборудованы под пассажирские суда и используются для водных прогулок и экскурсий.
Отслужившие своё пениши нередко переоборудуются под жильё: плавучие отели и хаусботы.

### Компоновка

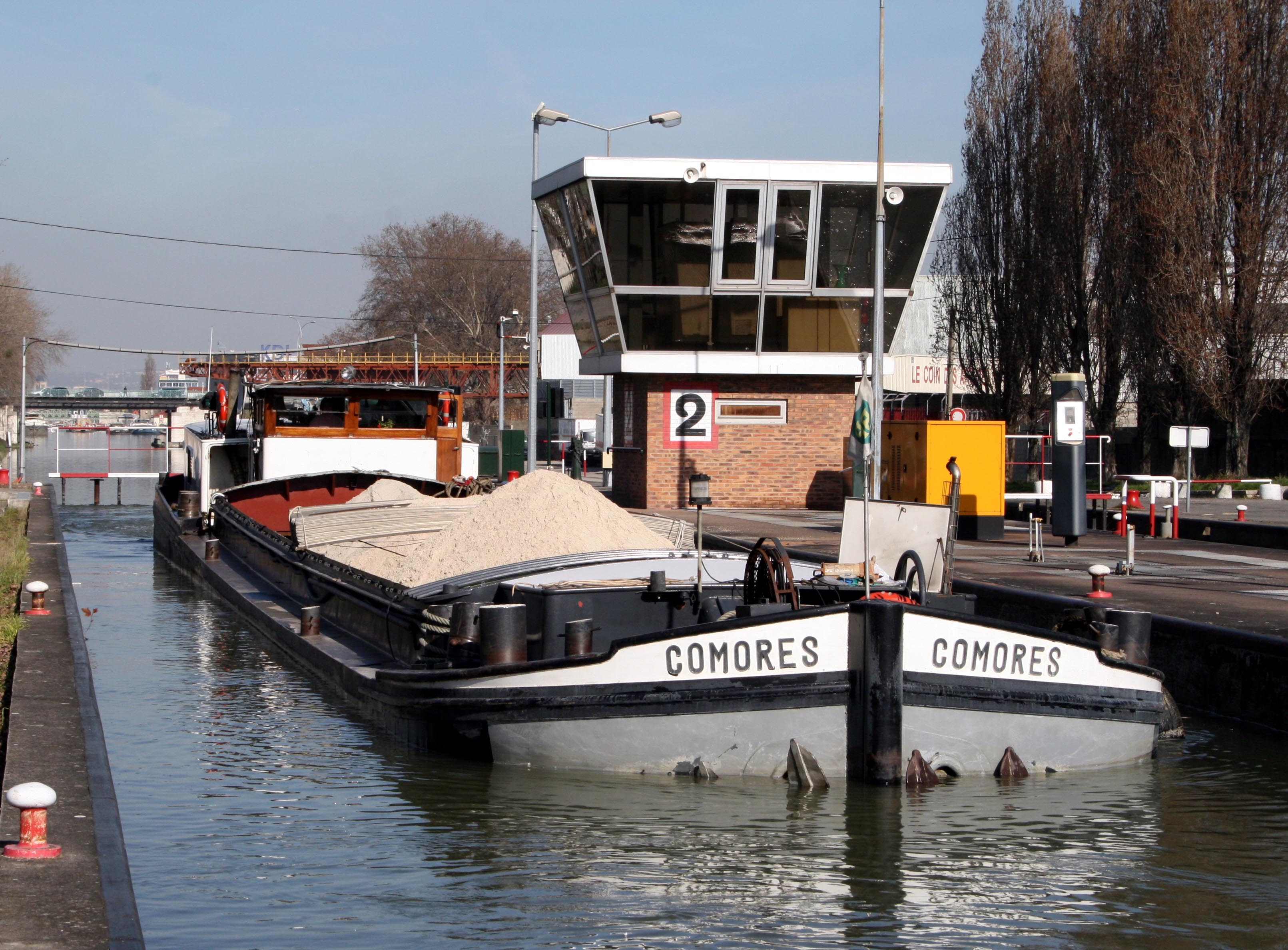
Перевозка насыпного груза с открытым трюмом

Большую часть пениша занимает трюм (A). Трюм, как правило, не разделён перегородками и представляет собой единое пространство. Палубы над трюмом нет, обычно трюм закрывается люком, хотя перевозка песка, гальки и т. п. обычно осуществляется с открытым трюмом. На пенишах-танкерах и газовозах в трюме установлены ёмкости для перевозки жидких грузов или газов соответственно. На корме судна расположены рулевая рубка (B) и жилое помещение (C), в котором постоянно живут капитан судна (обычно являющийся одновременно и его владельцем) и его семья. На крыше жилого помещения часто перевозится автомобиль семьи капитана. В то время как корпус судна сделан из стали, надстройки часто делаются из алюминия. На старых судах встречаются деревянные надстройки.
Под полом жилого помещения расположено машинное отделение (D) с главным судовым двигателем (E) (дизелем).
На многих судах под палубой на носу расположено служебное помещение (своего рода кладовка) (F) , а под ней — помещение со вспомогательным двигателем (G) и генератором, дающим судну электроэнергию.

### Силовая установка
Пениши являются теплоходами. Силовая установка состоит из дизельного двигателя и устройства реверса. Реверс позволят менять направление вращения гребного винта не изменяя направление вращения двигателя. Мощность двигателя большинства работающих сейчас пенишей колеблется от 150 л.с. (на наиболее старых судах тридцатых-сороковых годов постройки) до 350 л.с. на современных судах.

### Вариации
Несмотря на общее название, не все пениши одинаковы. При строительстве судов каждая судоверфь старалась придерживаться своего стиля, поэтому знатоки по одному только внешнему виду судна могут определить его происхождение. Кроме признаков конкретных верфей, есть более общие признаки, по которым можно определить страну происхождения пениша.

#### Франция
Корпус французских пенишей как правило практически лишён изгибов и кривизны. Корпус французских спитсов обычно выкрашен в тёмно-коричневый цвет.

#### Бельгия и Нидерланды
Бельгийские и нидерландские пениши имеют более гнутые форму корпуса, чем их французские собратья. Выше ватерлинии нидерландские пениши часто бывают выкрашены в белый или синий цвет. Бельгийские пениши обычно полностью покрашены в чёрный цвет.

### Семья и дети
Экипаж большинства пенишей состоит из двух человек — капитана (он же обычно является владельцем судна) и его жены. Капитан и его жена постоянно живут на судне, домом на берегу они обычно обзаводятся только после выхода на пенсию. Дети дошкольного возраста живут вместе с родителями на судне.
Во многих портах есть специальные детские сады для детей владельцев речных судов. В то время, когда судно находится в порту (например, в ожидании разгрузки), дети получают возможность общения со сверстниками.
По достижении шести лет дети владельцев судов покидают родительский корабль и идут учиться в интернат.

### Бытовые условия
Жилое помещение пенишей расположено за рулевой рубкой. Размеры этого помещения — восемь метров в длину и четыре в ширину. На этой площади размещается целая квартира: большая комната, кухня, ванная, санузел и две изолированных комнаты (спальни).
Плита на кухне — газовая, на баллонах (баллоны продаются в порту). Питьевая вода хранится в баке ёмкостью в одну — три тысячи литров. Часть бытовых приборов работает от сети низкого напряжения (24 В постоянный ток), часть — от переменного тока напряжением в 230. Источником электричества для бытовых нужд являются аккумуляторы и дизель-генератор.

### Почта
Владельцы пениша имеют почтовый адрес на берегу, как правило в качестве такого адреса используется адрес родственников.

### Покупки

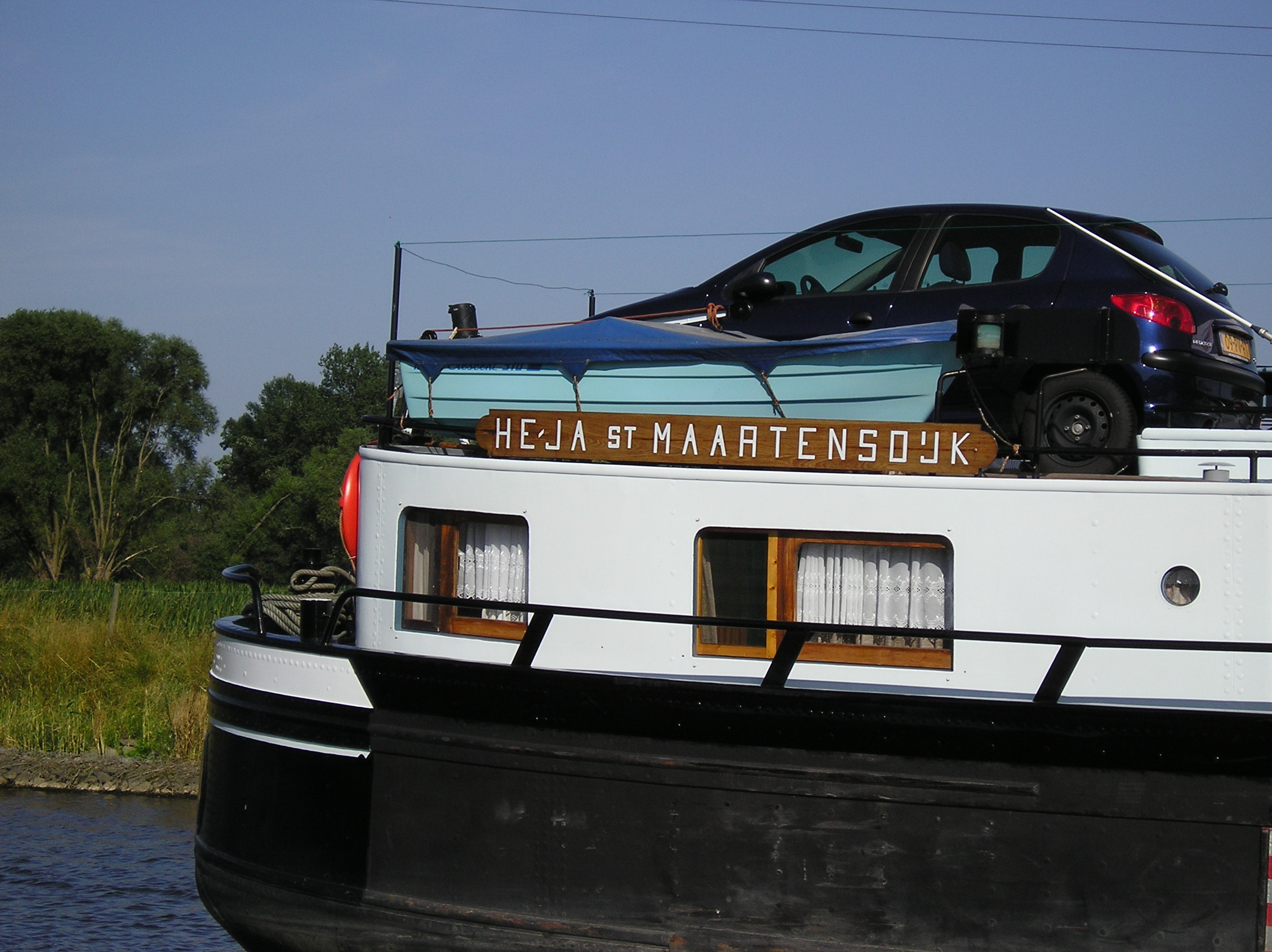
Автомобиль на пенише

В наше время большинство пенишей возит на себе автомобиль владельцев (как правило его перевозят на крыше жилого помещения). В порту автомобиль краном снимают с судна, и речники могут ехать за покупками в местный магазин. Также в портах и у шлюзов есть специальные магазины для речников, где можно купить практически всё, необходимое на борту — вплоть до профессиональной газеты речников.

### Библиотека
Во Франции есть специальная библиотека для речников. Её филиалы расположены в разных портах. Также эта библиотека сотрудничает с местными библиотеками многих городов.